# Videle
Videle (rumænsk udtale: [ˈvidele]) er en by i distriktet Teleorman i Muntenien, Rumænien, med et indbyggertal på 10.107 (2021). Den blev opgraderet til by i 1968 ved indlemmelse af et par landsbyer i nærheden. I dag er Coșoaia den eneste tilknyttede landsby, som byen administrerer.

## Geografi
Byen ligger på den Rumænske slette, på bredden af floden Glavacioc og dens venstre biflod, Milcovățț. Den ligger i den nordøstlige del af distriktet Teleorman , på grænsen til distriktet Giurgiu.  Distriktshovedstaden  Alexandria ligger omkring 40 km mod syd , og hovedstaden Bukarest 50 km  mod nordøst.

## Historie
Videle var længe en lille landsby, som fik betydning fra omkring år 1900 og frem, da man fandt olieforekomster. I begyndelsen af det 20. århundrede blev jernbanelinjen fra Giurgiu til Videle taget i brug; efter Anden Verdenskrig blev landsbyen et jernbaneknudepunkt i forbindelse med anlæggelsen af jernbanelinjen fra Bukarest via Roșiorii de Vede til Craiova. I 1968 fik Videle status som by. De vigtigste økonomiske aktiviteter er landbrug og olieproduktion.